# 鋒迴路轉：抽絲剝繭
是一部2022年美國懸疑片，由雷恩·強生編導。該片為2019年電影《鋒迴路轉》的續集，主演包括丹尼爾·克雷格、艾德華·諾頓、賈奈爾·夢內、凱薩琳·哈恩、小萊斯利·奧多姆、梅德琳·克林、潔西卡·漢維克、凱特·哈德森和戴夫·巴帝斯塔。劇情講述科技億萬富翁邁爾斯·布朗（Miles Bron，諾頓飾演）邀請朋友到私人希臘島嶼度假，當有人離奇死亡時，大名鼎鼎的貝諾瓦·白朗偵探（Detective Benoit Blanc，克雷格飾演）接受調查命案。
《鋒迴路轉：抽絲剝繭》2022年9月10日在多倫多國際影展首映，2022年12月23日上線Netflix。這部電影在影評界獲得的評價以正面為主，評論讚譽電影的劇本、導演、表演和配樂，獲頒多倫多國際電影節觀眾票選獎亞军獎項。美國國家評論協會將該片列入2022年十大最佳電影名單。續集《鋒迴路轉：亡者歸來》預定2025年上線Netflix。

## 劇情
在2020年5月的COVID-19疫情期間，海倫·布蘭德聘請貝諾瓦·白朗偵探調查雙胞胎姐姐卡珊卓·「安蒂」·布蘭德的死因。安蒂曾是科技公司「阿法」（Alpha）的CEO，但在拒絕合夥人邁爾斯·布朗推出潔氫（Klear，類似氫、具有潛在危險的替代燃料）後，邁爾斯透過法律途徑將安蒂趕出公司。在法庭上，邁爾斯串通安蒂過去五位友人的證詞，表示當初安蒂在酒吧紙巾上寫下的阿法公司構想屬於邁爾斯，安蒂因無法證明紙巾屬於自己而打輸了官司。海倫認為，安蒂之後找到了親筆紙巾，足以威脅到邁爾斯而惹來殺身之禍。
邁爾斯決定在自己位於希臘私人島嶼上的豪宅（Glass Onion）舉辦一場謀殺之謎的週末活動。由於安蒂受邀而她的死訊尚未公佈，白朗指示海倫在週末冒充安蒂幫助他調查。白朗與偽裝安蒂的海倫跟著邁爾斯的友人們搭上遊艇一起前往該島，他們包括阿法首席科學家萊諾·杜桑、康涅狄格州州長克萊兒·迪貝拉、時裝設計師柏蒂·潔伊和男權實況主播杜克·寇迪，杜克的女友威士忌和柏蒂的助手佩格同行。他們到達後，邁爾斯質疑白朗怎會在場，自己未邀請白朗，但假設這是其他客人安排的一個玩笑而允許他留下來。
海倫尋找可能導致安蒂被殺的線索，但只發現了萊諾、克萊兒、柏蒂和杜克殺死邁爾斯的動機。萊諾和克萊兒以他們的專業聲譽為賭注支持潔氫，但事後才發現該物質的潛在危險；柏蒂被邁爾斯逼著負責僱用孟加拉一家血汗工廠製造她的服裝品牌，而杜克試圖夠過使用威士忌來引誘邁爾斯，讓對方給自己在阿法新聞（Alpha News）中安插一個職位。白朗為了讓海倫有更多時間專注於客人，故意立即破案邁爾斯原先安排的謀殺之謎，打亂了對方的計畫。當晚晚些時候，眾人在聚會中飲酒作樂，杜克不小心從邁爾斯的杯子裡喝了酒，突然倒地身亡。眾人驚慌失措，懷疑「安蒂」是兇手，然後才發現杜克的手槍失蹤。在隨後邁爾斯起初安排的關燈中，眾人混亂並彼此分離。白朗找到了一直在尋找安蒂紙巾的海倫，並指示她去搜查邁爾斯的辦公室，突然一名身份不明的襲擊者朝海倫的胸部開槍，但子彈被夾克口袋裡的安蒂日記擋下。
白朗幫助海倫假死後，將其他人召集到邁爾斯的藝術房，並得出結論，邁爾斯犯下了安蒂和杜克的這兩起謀殺案。邁爾斯從萊諾那得知紙巾的存在後，下藥殺死了安蒂以防止她向公眾揭露。謀殺案發生後，杜克立即看到邁爾斯離開了房子；當安蒂死訊在聚會期間發布於網上時，杜克就推斷邁爾斯與安蒂的死有關，杜克試圖勒索邁爾斯，導致邁爾斯讓杜克喝下加了鳳梨汁的酒，對鳳梨過敏的杜克就此死去，然後用杜克的手槍射殺海倫。海倫在邁爾斯的辦公室找到安蒂的紙巾，並向大家透露了她的真實身份。然而，邁爾斯燒掉了對自己不利的安蒂紙巾，白朗無能為力，在場其他人不願站在海倫一邊。
海倫喝酒壯膽後，摧毀了邁爾斯的玻璃雕刻品，其他人也以發洩為由跟進，但未料海倫引爆了白朗遞給自己一塊邁爾斯的潔氫，造成整座玻璃洋蔥被炸毀，連帶燒毀了邁爾斯從羅浮宮借來的《蒙娜丽莎》。邁爾斯的名聲因這幅畫而毀壞，被證明危險的潔氫足以令阿法公司垮台，萊諾等人決定出庭作證指控邁爾斯。成功為姐姐討公道的海倫和白朗坐在海灘上看著警察到來。

## 演員
- 丹尼爾·克雷格飾演貝諾瓦·白朗偵探（Detective Benoit Blanc）：大名鼎鼎的偵探，受委託登上邁爾斯的島嶼。
- 艾德華·諾頓飾演邁爾斯·布朗（Miles Bron）：億萬富翁兼科技公司阿法（Alpha）的持有者。
- 賈奈爾·夢內飾演卡珊卓·「安蒂」·布蘭德（Cassandra “Andi” Brand）：邁爾斯的前商業夥伴，海倫的姐姐。
  - 夢內兼飾演海倫·布蘭德（Helen Brand）：安蒂的教師妹妹。
- 凱薩琳·哈恩飾演克萊兒·迪貝拉（Claire Debella）：正在競選參議員的康涅狄格州州長。
- 小萊斯利·奧多姆飾演萊諾·杜桑（Lionel Toussaint）：阿法公司的首席科學家。
- 凱特·哈德森飾演柏蒂·潔伊（Birdie Jay）：前模特兒，後轉為時裝設計師。
- 戴夫·巴帝斯塔飾演杜克·寇迪（Duke Cody）：Twitch實況主播和男權活動家。
- 潔西卡·漢維克飾演佩格（Peg）：柏蒂的助手。
- 梅德琳·克林飾演威士忌（Whiskey）：杜克的女友兼Twitch頻道助理。
- 諾亞·塞根飾演戴爾（Derol）：住在邁爾斯島上的懶鬼。塞根曾在前集飾演員警瓦格納（Trooper Wagner）。
- 潔姬·霍夫曼（英语：Jackie Hoffman）飾演寇迪夫人（Ma Cody）：杜克的母親。
- 達拉斯·羅伯茨飾演德文·迪貝拉（Devon Debella）：克萊兒的丈夫。

伊森·霍克短暫飾演邁爾斯迎接賓客們的助手——高效人（Efficient Man）；休·葛蘭客串飾演白朗的同居人菲利浦（Phillip）；喬瑟夫·高登-李維為島上每小時都會響的「小時咚」（Hourly Dong）配音。此外，幾位名人客串演出，包括史蒂芬·桑坦、安吉拉·蘭斯伯里（皆是兩人過世前的最後亮相角色）、娜塔莎·雷昂、卡里姆·阿卜杜勒-贾巴尔、馬友友、傑克·塔柏爾及塞雷娜·威廉姆斯。傑瑞德·雷托和傑瑞米·雷納的肖像分別出現在康普茶和辣醬的瓶子上。

## 製作
在《鋒迴路轉》上映前不久，編導雷恩·強生表示，如果《鋒迴路轉》在票房上獲得出色的表現，他將會把電影打造成系列作，故事將圍繞著由丹尼爾·克雷格飾演的角色班瓦·白朗偵探（Detective Benoit Blanc）。強生在接受Collider網站採訪時提到他已經對另一部電影的故事和片名有了想法。2020年1月，宣布強生正在撰寫續集的劇本，而克雷格將回歸出演他的角色。2月，獅門影業正式宣佈製作續集。然而在2021年3月，據報導Netflix以4.69億美元收購了續集的發行權。5月，戴夫·巴帝斯塔、艾德華·諾頓、賈奈爾·夢內、凱薩琳·哈恩、小萊斯利·奧多姆和凱特·哈德森加入演員陣容。6月，梅德琳·克林、潔西卡·漢維克、伊森·霍克和潔達·蘋姬·史密斯加入演員陣容。

### 拍攝
主體拍攝2021年6月28日在希臘斯派采岛開始進行。在希臘的拍攝於2021年7月30日完工。主體拍攝於2021年9月13日殺青。

## 發行
《鋒迴路轉：抽絲剝繭》2022年9月10日在多倫多國際影展舉行全球首映，2022年12月23日上線Netflix。
Netflix為《鋒迴路轉：抽絲剝繭》等電影採用新的發行模式，使本片在院線上映45天，然後才能在串流媒體服務上推出。2022年10月6日，Netflix宣布在與美國三大連鎖影院（AMC電影院、帝王電影院和喜滿客影城）簽署協議，後者與Netflix原先就存有交易），本片2022年11月23日至29日將在美國大約六百家影院進行為期一周的非常有限上映（被稱為“先睹為快”上映），這象徵Netflix電影首次在美國的所有三大連鎖影院放映。上映結束後，Netflix 將停止發行這部電影，直到12月23日於自家串流平台上線，屆時Netflix將允許影院再次放映本片。Deadline Hollywood後來報導稱，Netflix同意從影院收取比往常更低的租金收入（40%對比60-70%），並為放映商營銷提供四倍於平均數額的資金。更補充，Netflix傾向於較受歡迎的影院放映《鋒迴路轉：抽絲剝繭》，一些有意放映本片的小放映商被排除在此有限上映計畫之外。

## 評價
根据評論匯總网站爛番茄汇总的319篇评论文章，93%的评论家给予该作正面评价，平均打分为8.0分（满分10分），網站共識評論稱「《鋒迴路轉：抽絲剝繭》讓貝諾瓦·白朗回歸至另一部由傑出演員組成的瘋狂娛樂之謎」。Metacritic根據60條評論，獲得平均加權分數81分，代表「普遍讚譽」。
本片被爛番茄評為2022年最佳驚悚片。

## 外部連結
- 在Netflix上觀看《鋒迴路轉：抽絲剝繭》
- 互联网电影数据库（IMDb）上《鋒迴路轉：抽絲剝繭》的资料（英文）
- 豆瓣电影上《鋒迴路轉：抽絲剝繭》的資料 （简体中文）